# 茲沃勒車站
茲沃勒車站（荷蘭語：Station Zwolle）是荷蘭上愛塞省省會茲沃勒的一座鐵路車站，啟用於1864年6月6日。

## 历史
茲沃勒車站是荷蘭北部的重要鐵路樞紐，任何列車從荷蘭北部到該國任何其他地區都會經過此站 。茲沃勒車站也是上愛塞省旅客人次最多的車站。